# 高寨苗族布依族乡
高寨苗族布依族乡是中华人民共和国贵州省貴陽市开阳县下辖的一个民族乡。

## 行政区划
高寨苗族布依族乡下辖以下村级行政区划单位：
杠寨村、牌坊村、高寨村、谷丰村、平寨村、大冲村、石头村和久场村。